# Surendre Rambocus
Surendre Sradhanand "Soerinder" Rambocus (5 de maio de 1953 - 8 de dezembro de 1982) foi um militar surinamês. Ele esteve envolvido em um golpe mal sucedido em março de 1982 contra o então ditador do Suriname, Dési Bouterse, e foi executado durante os Assassinatos de dezembro.

## Primeiros anos
Rambocus nasceu em 5 de maio de 1953 no distrito de Nickerie. Frequentou a Academia Militar Real em Breda, Holanda e formou-se em 1978 com uma tese sobre golpes de estado. Ele então se tornou um segundo tenente do Exército Nacional do Suriname.
Em 25 de fevereiro de 1980, 16 sargentos do exército depuseram o governo e estabeleceram um governo militar, liderado pelo sargento Dési Bouterse. Rambocus não era membro dos golpistas, mas teve simpatias com eles. Em entrevista a Jozef Slagveer após o golpe, Bouterse revelou que não confiava em Rambocus. No entanto, Rambocus e Jeff Wirht foram os únicos oficiais que aceitaram o novo regime. Rambocus foi nomeado pela autoridade militar como oficial mais graduado do Exército Nacional do Suriname e recebeu ordens de manter a disciplina no exército.
Rambocus tornou-se cada vez mais crítico do regime. Rambocus era da opinião de que os soldados não pertencem ao centro do poder. Ele foi demitido pelo Conselho Militar Nacional e depois preso três vezes. Em dezembro de 1980, ele foi solto por André Haakmat, o Ministro da Justiça, porque estava preso sem acusação. Ele então partiu para a Holanda e tornou-se estudante de direito na Universidade de Utrecht. Segundo seu irmão, ele retornou ao Suriname em maio de 1981 sem fornecer detalhes.

## Contragolpe
Na noite de 10 para 11 de março de 1982, Rambocus libertou o sargento-mor Wilfred Hawker da prisão. Juntos, eles cometeram um contra-golpe e assumiram o controle do quartel de Memre Boekoe, os golpistas se autodenominavam Conselho de Libertação Nacional. O plano era atacar Forte Zeelandia, a sede de Bouterse, com um tanque, porém Lachman, um membro do conselho, desertou para Bouterse com o tanque, e os conspiradores foram presos.
Hawker foi executado por um pelotão de fuzilamento que foi transmitido pela televisão. Baal Oemrawsingh, professor e ex-membro do parlamento, foi considerado o cérebro por trás do golpe. Seu cadáver foi descoberto em 15 de março de 1982 e rotulado como suicídio. Paul Somohardjo foi preso, mas recebeu permissão para visitar o velório de sua avó. Ele aproveitou a oportunidade para fugir para a Holanda.
Rambocus e seu subordinado Jiwansingh Sheombar foram presos em Forte Zeelandia. Seguiu-se um julgamento, no qual os advogados John Baboeram, Eddy Hoost e Harold Riedewald argumentaram que o contragolpe de Rambocus não poderia ser ilegal, porque o próprio regime de Bouterse havia chegado ao poder de forma não legítima. No entanto, o tribunal sentenciou Rambocus a doze anos de prisão.

## Assassinatos de Dezembro
Na noite de 7 para 8 de dezembro de 1982, várias pessoas foram capturadas pelos soldados de Bouterse e levadas para o Forte Zeelandia, entre elas os advogados Baboeram, Gonçalves, Hoost e Riedewald. Rambocus também foi retirado de sua cela no quartel de Memre Boekoe e transferido para Forte Zeelandia. Lá, Rambocus chamou Bouterse para prestar contas de suas ações, na presença de quase todos os autores do golpe dos sargentos, e desafiou Bouterse para um duelo com Uzis, para que pudessem lutar sem vítimas inocentes. No entanto, isso foi rejeitado e, em 8 de dezembro, Rambocus, Sheombar e outros 13 foram torturados e mortos em Forte Zeelandia.